# 미코얀-구레비치 MiG-15
미코얀구레비치 MiG-15(러시아어: Микоян и Гуревич МиГ-15, 영어: Mikoyan-Gurevich MiG-15)는 소련의 제트 전투기이다. 흔히 미그-15라고 줄여 부른다.
미그-15는 후퇴익을 도입한 최초의 제트기들 가운데 하나로 한국 전쟁 초기에 뛰어난 성능을 자랑하였다. 1960년대 베트남 전쟁에 미코얀-구레비치 MiG-17이 투입될 때까지 소련을 비롯한 공산주의 국가의 주력 전투기였다. 미그-15는 소련에서 12,000 대 이상이 생산된 것으로 알려져 있으며, 다른 나라의 라이선스 생산까지 합하면 총 생산대수는 18,000대 이상으로 추정된다. Mig-15는 미국 공군의 F-86 세이버와 함께 한국 전쟁에 투입된 전투기 중 가장 성능이 우수했던 기종으로 평가받고 있다.

## 개발
초기 제트 전투기의 디자인은 기존의 플로펠러 전투기와 같이 직선익의 형태를 취하고 있었다. 제2차 세계대전 당시 독일 공군은 아음속으로 비행할 수 있는 제트 전투기를 구상하면서 후퇴익 형태의 디자인이 보다 효율적이라는 것을 발견하였다. 전쟁 후 소련의 제트기 개발자들은 이러한 정보를 바탕으로 제트기 설계에 들어갔다. 소련 군용 항공기 설계국의 수석 개발자였던 아르템 미코얀과 미하일 구레비치는 독일의 포케불프 Ta-183(독일어: Focke-Wulf Ta-183)를 참조하여 새로운 제트 전투기의 개발에 착수하였다. 이로써 후퇴익을 비롯한 Ta-183에 적용된 많은 기술들이 미그-15에 도입되었다. 그러나 Ta-183을 개발하던 대부분의 독일 기술자들은 서방 측의 포로가 되었기 때문에 미그-15의 실제 설계는 독자적인 개발에 의지할 수밖에 없었다. 그 결과 미그-15는 구조면에서 볼 때 Ta-183과는 전혀 다른 비행기가 되었다.
1946년 소련의 개발자들은 믿을 수 없을 정도로 완벽한 상태로 보전된 독일의 하인켈 HeS 011(독일어: Heinkel HeS 011) 제트 엔진을 입수할 수 있었다. 미코얀은 새로운 제트 전투기의 엔진으로 이를 채용하였다. 미코얀과 구레비치를 비롯한 소련의 전투기 개발자들이 영국으로부터 새로운 제트 엔진을 살 수 있을 것이라고 보고하자, 스탈린은 이런 반응을 보였다. "어떤 얼간이들이 자기들 비밀을 우리에게 판다는 거지?"
미그-15는 1947년 원형이 제작되었고 그해 12월 30일 첫 비행이 이루어졌다. 이후 양산에 들어가 실전 배치된 미그-15는 1950년 한국 전쟁이 발발하자 공산 진영의 주력 전투기로 부상하게 되었다.

## 실전 투입

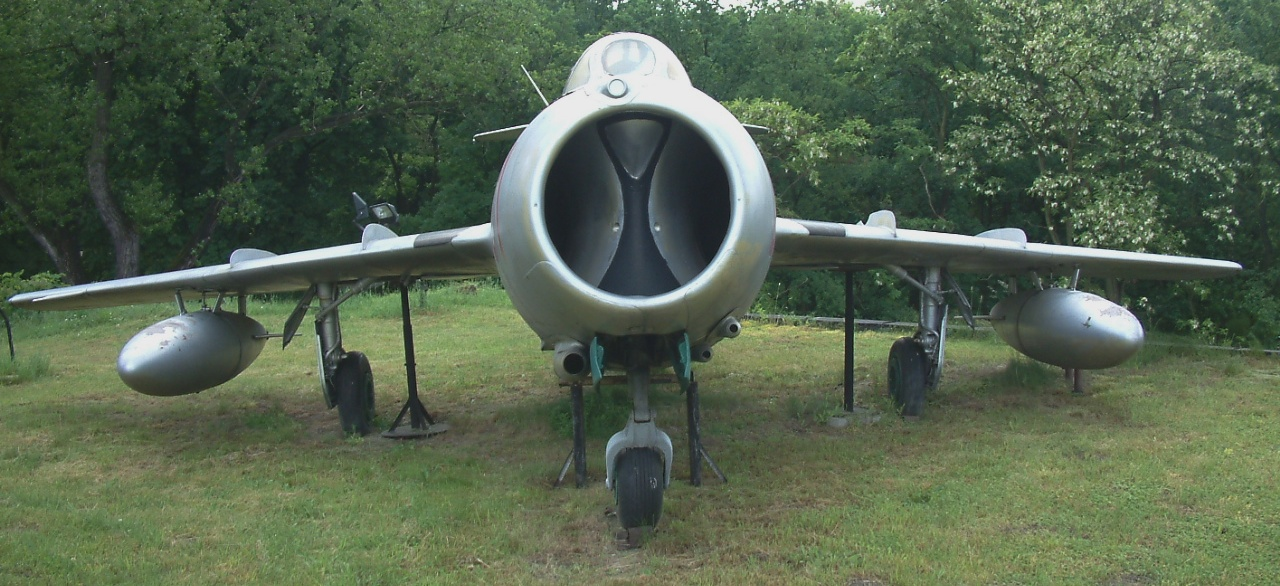
MiG-15의 전면

### 한국 전쟁

"미그 골목"

미그-15가 실전에 배치된 첫 전쟁은 한국 전쟁이다. 전쟁 이전부터 조선인민군 공군은 소련이 제공한 구형 전투기인 야코블레프 Yak-9 전투기로 무장하고 있었다. 개전 초기 소련은 직접적인 군사 개입을 하지 않고 있었다. 그러나 1950년 9월 16일 인천 상륙 작전 이후 미국 공군에게 제공권을 제압당하고 북조선의 산업 시설 전반이 B-29의 폭격에 파괴되자 소련 공군을 투입하게 된다. 1950년 9월 21일 조선인민군의 소련측 군사 고문이었던 바실레프스키는 스탈린에게 평양의 방위를 위해 보로시로프 지구의 제 147사단 84전투기연대 소속 야코블레프 Yak-9 전투기 40기를 요청한다. 소련 측은 자신들의 공군기가 참전할 경우 미군이 이를 즉각적으로 알 수 있다는 점을 우려 했으나 인천 상륙 작전이 있은 지 10일이 지난 9월 26일 이후 전세가 북조선에게 불리하게 돌아가고 있는 것이 명확해졌다. 9월 29일 김일성과 박헌영은 암호통신문을 통해 소련의 군사 개입을 요청한다. 스탈린은 바실레프스키를 통해 김일성에게 만주 지역에 전술 비행 학교를 설립하고 조종사의 훈련과 미그-15의 제공을 약속하였다. 이로써 조선인민군 공군은 1952년부터 미그-15로 무장할 수 있었다.
한편 소련 공군의 미그-15가 압록강 유역을 중심으로 작전을 수행하였으며 종종 미국 공군과 교전하였다. 미국 공군은 이 지역을 "MiG 골목"(영어: MiG Alley)이라 불렀다.

### 투항

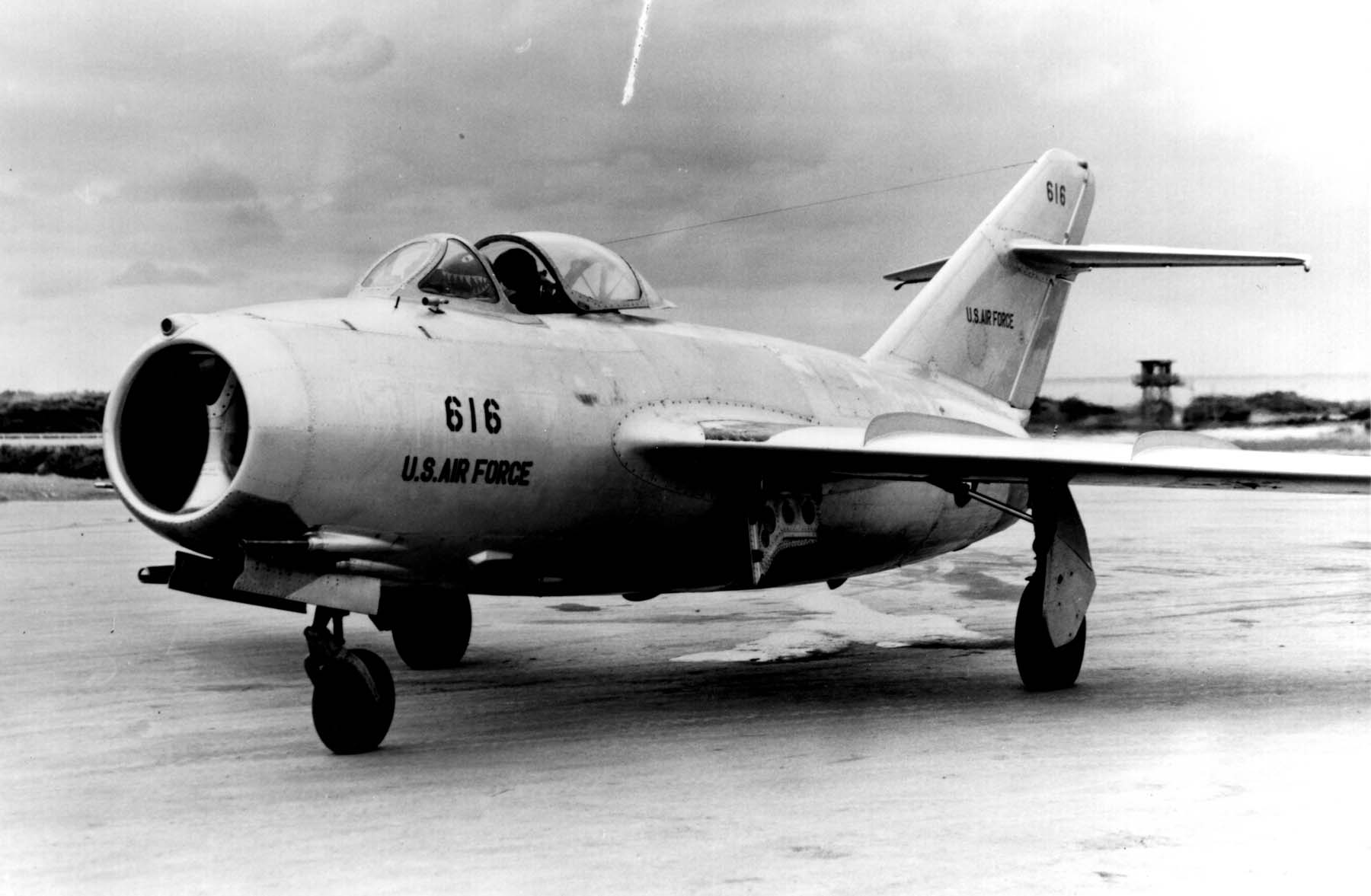
노금석으로부터 인도 받은 미그-15를 미국 공군 소속으로 도장한 모습

1953년 9월 21일 투항한 조선인민군 공군 소속 조종사가 몰고 온 미그-15 한 대가 김포 비행장에 착륙하였다. 1953년 4월 미국 공군은 미그-15의 성능을 확인하기 위해 공산 진영 조종사를 상대로 투항을 권유하는 전단지를 살포하는 무라 작전(영어: Operation Moolah)을 개시하였다. 10만 달러의 현상금을 내건 무라 작전을 위해 러시아어, 중국어, 한국어로 된 삐라가 살포되었다. 무라는 돈을 뜻하는 미군 내에서 사용된 은어였다. 미그-15를 몰고 온 노금석 소위는 포상금 10만 달러를 받고 미국에 거주하였으며 후일 미국 시민이 되었다. 이 미그-15(고유번호:2057)는 지금도 미국 공군 박물관에 전시되어 있다.

### 냉전
냉전기간 동안 미그-15는 소련과 바르샤바 조약 기구에 배치되었으며 간혹 북대서양 조약 기구(NATO)의 전투기와 교전이 벌어지기도 하였다.

### 제2차 중동 전쟁

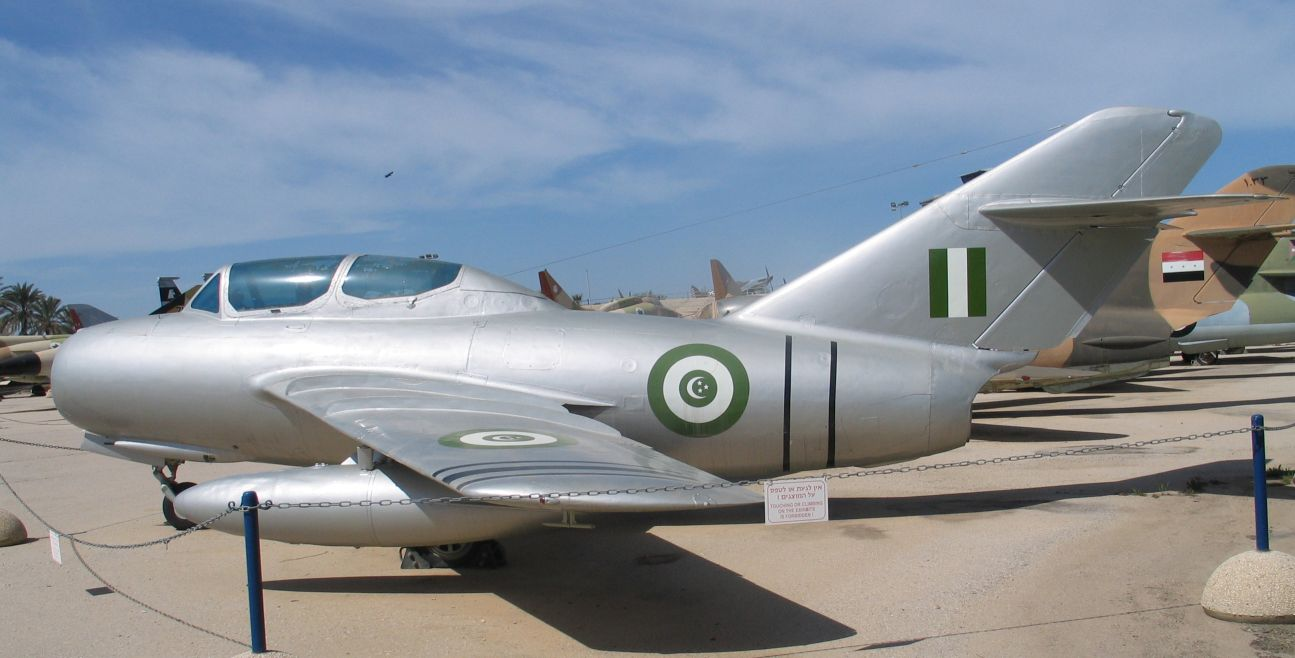
이집트 공군의 MiG-15UTI

이집트는 소련의 승인 아래 체코슬로바키아로부터 MiG-15bis와 MiG-17을 구입하였다. 수에즈 운하의 운영을 둘러싼 갈등으로 인해 발발한 제2차 중동 전쟁에서 이집트 공군은 미그-15를 운용하여 영국산 제트 전투기인 글로스터 미티어를 격추하였다.

## 사용국가

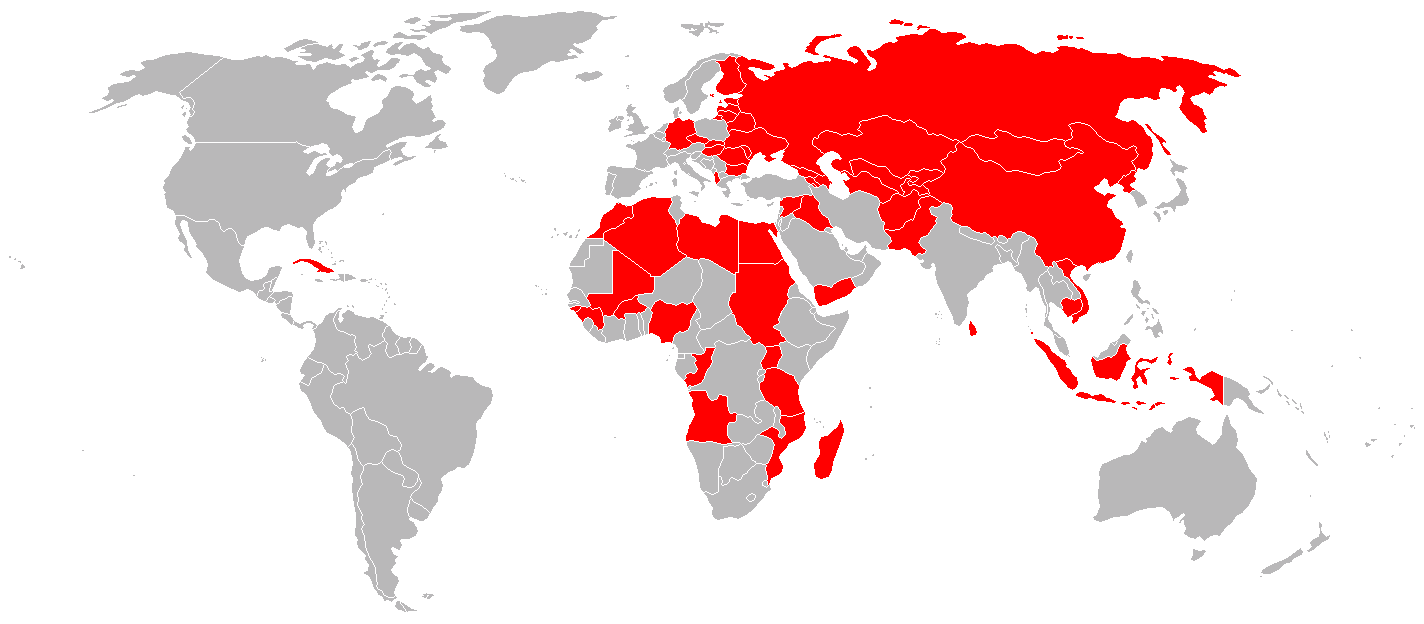
미그-15 사용국가

| - 기니 - 기니비사우 - 나이지리아 - 남예멘 - 동독 - 루마니아 - 리비아 - 마다가스카르 - 말리 - 모로코 - 모잠비크 - 몽골 - 베트남 - 베트남 민주공화국 - 북예멘 - 불가리아 - 부르키나파소 - 소말리아 - 소련 - 수단 - 스리랑카 - 시리아 | - 알바니아 : 1955년 도입되어 1990년대까지 운용하였다. - 알제리 - 앙골라 - 아프가니스탄 : 1951년 - 1979년까지 38대의 MiG-15UTC를 포함한 42대의 MiG-15를 운용하였다. - 예멘 - 우간다 - 이라크 - 이집트 - 인도네시아 - 중국 - 체코슬로바키아 - 캄보디아 - 콩고 공화국 - 쿠바 - 탄자니아 - 파키스탄 - 폴란드 - 핀란드 - 헝가리 - 조선민주주의인민공화국 |

## 제원 (MiG-15bis)
일반 특성
- 승무원: 1명
- 길이: 10.102 m (33 ft 2 in)
- 날개폭: 10.085 m (33 ft 1 in)
- 높이: 3.7 m (12 ft 2 in)
- 날개면적: 20.6 m2 (222 sq ft)
- 공허중량: 3,681 kg (8,115 lb)
- 만재중량: 5,044 kg (11,120 lb)
- 최대이륙중량: 6,106 kg (13,461 lb) with 2x600 l (160 US gal; 130 imp gal) drop-tanks
- 연료량: 1,420 l (380 US gal; 310 imp gal) internal
- 엔진: 1 × Klimov VK-1 centrifugal-flow turbojet, 26.5 kN (5,950 lbf) thrust

성능
- 최고속도:
  - 1,076 km/h (669 mph, 581 kn, 마하 0.87) at sea level
  - 1,107 km/h (688 mph; 598 kn) / M0.9 at 3,000 m (9,843 ft)
- 순항속도: 850 km/h (530 mph, 460 kn) Mach 0.69
- 순항거리: 2,520 km (1,570 mi, 1,360 nmi) at 12,000 m (39,370 ft) with 2x 600 l (160 US gal; 130 imp gal) 드롭탱크
- 최고고도: 15,500 m (50,900 ft)
- 상승률: 51.2 m/s (10,080 ft/min)
- 추력대중량비: 0.54

무장
- 기관포:
  - 2 × 23 mm Nudelman-Rikhter NR-23 autocannon in the lower left fuselage (각각 80발)
  - 1 × 37 mm Nudelman N-37 autocannon in the lower right fuselage (40발)
- 하드포인트: 2개
  - 폭탄: 100 kg (220 lb) 폭탄
  - 기타: 드롭탱크, 무유도로켓

## 같이 보기
- 미코얀-구레비치 MiG-17
- F9F 팬서
- 맥도넬 F2H 밴시
- 노스아메리칸 F-86 세이버
- 보잉 B-29 슈퍼포트리스
- 클레멘트 애틀리
- 아르툠 미코얀